# August von Heyden
August von Heyden (Boroszló, 1827. június 13. – Berlin, 1897. június 1.) német festő. Friedrich August von Heyden (1789–1851) német költő fia.

## Életrajza
Berlinben Steffeck, Párizsban Gleyre és Couture tanítványa volt. Legkitűnőbb festményei: Szt. Borbála (1863); Luther és Georg von Frundsberg a wormsi országgyűlés előtt (1866, Nürnberg, Germanisches Muzeum); Holbein és Rubens képmásai a berlini művészegylet helyisége számára; Siesta; A mese; Ünnep reggelén (1870, berlini nemzeti képtár); Boldog idő; A horgászó; Csatatéren lovagló valkürök (1872); Clémence hercegnő föltárja bájait a francia király küldöttsége előtt; Leukothea megjelenik Odüsszeusznak (1874); Oluf lovag; Vértanú a máglyán; Ödipusz és a szfinx; Schionatulander és Sigune (1879); Wittich menekülése; Hű bajtársak. Monumentális és dekoratív műveket is festett, pl. a berlini nemzeti képtárban, a birodalmi igazságügyi palotában stb.; a gubeni gimnázium számára festette Gero őrgróf és az elfogott szászok képét. Sok dekoratív műve megtalálható berlini középületekben. Ő készítette a berlini operaház függönyét, melyet 1893-ban festett a szintén tőle való régi függöny helyébe. Irodalommal is foglalkozott. A berlini művészeti akadémián a jelmeztan tanára volt és kiadta a Blätter für Kostümkunde (Berlin, 1876) című szaklapot, valamint az Aus der Taufe (Berlin, 1878), Die Perlen (Berlin, 1881) és a Die Trachten der europäischen Kulturvölker (Lipcse, 1889) című műveket.